# 飛田展男
飛田 展男（とびた のぶお、1959年11月6日 - ）は、日本の声優、舞台俳優。茨城県水戸市出身。アーツビジョン所属。既婚。
代表作は『機動戦士Ζガンダム』のカミーユ・ビダン役や『ちびまる子ちゃん』の丸尾末男役などがある。

## 略歴

### 生い立ち
水戸市立三の丸小学校、茨城中学校・高等学校卒業。
子供の頃は小学館の学習雑誌や父が出張の時に買ってきた『週刊少年サンデー』や『週刊少年マガジン』などに載っていた『鉄腕アトム』、『ジャングル大帝』、『鉄人28号』を読んで、すり切れてボロボロになるまで読み返していた。その頃から、学年誌の記事を読んだことで清水マリ、高橋和枝、白石冬美といった声優のことは意識していたほか、本を音読することが好きであった。俳優、演劇部というのには接点がなく、声優一本だったという。昔からアニメを結構見ており、印象に残っていたのは『長靴をはいた猫』、『太陽の王子 ホルスの大冒険』。6つか7つの頃に父が「面白そうなものやるぞ」とテレビをつけたことで見ていた『ウルトラQ』の第1話「ゴメスを倒せ!」を鮮列に覚えており、怪獣気違いだったという。同話に登場する少年の声がテレビアニメ『少年忍者風のフジ丸』のの主人公と同じ声だと思っていたほど妙な所が気になったこともあったという。『ウルトラQ』の後継番組の『ウルトラマン』も見ており、当時はウルトラマンの声が気になっていた。その後中曽根雅夫がそのウルトラマンの声だったことを後から知ったという。『ウルトラマン』では登場怪獣が好きで、再放送も含め何度も見ていくうちにキャストやスタッフの名前も覚えてしまっており、このことはオタク人生の始まりだったと語る。
一方で、中学生までは学校の教師になりたいと言っていた。中学生の頃、父が英語の勉強のために買ってくれたカセットレコーダーでアニメソングを録音していたといい、テレビで流れるオープニング、エンディングを片っぱしから録っていたが、ある時、誤ってテレビドラマの音声を録音してしまう。最初は「しまった」と思いながらも、それを聴いていくうちにセリフなど覚えてしまい、真似たりするうちに「こういうの面白いな」と思うようになった。そのカセットレコーダーについては一度も英語の勉強のために使った事はなかった。このころ、好きな声優は特にいなかったが、「すごいなあ」と思ったのは小山田宗徳、若山弦蔵だったという。
子供の頃は漫画もあまり読まなかったが、中学校に進学後、吉田秋生、萩尾望都などの漫画を読むようになった。少年漫画は永井豪が好きであり、『あばしり一家』の荒唐無稽さが好きだった。中学時代に『デビルマン』に熱中しており、その『デビルマン』も「結末考えないで描いて、あれだけきちっとまとまったって、大したもんだな」と感激していた。『デビルマン』については、元々妖怪、悪魔類が好きだったことからテレビを見たのがきっかけだった。同級生から原作を教えてもらったことで原作のほうにも一気に没入していたという。
アニメを見ていた頃から成長していき、ある程度アニメから卒業していくという感覚は1985年のインタビューでは『魔法使いサリー』を見て泣くことからあまりないという。
高校2年生の頃、漫画の台詞を声に出して読むことを友人とするようになり、休み時間に色々な漫画を読み合っていくうちに、漠然と声優になってみたいという気持ちが出始める。
高校卒業後、受験勉強を1年して、茨城から上京して駒澤大学文学部歴史学科に進学。在学中は放送研究会に所属していた。だが、通ってもサッパリ張りが出ず、勉強の意欲が湧かず、ただ毎日機械的に大学に通う生活に嫌気が差していたという。
その頃に創刊された『アニメージュ』、『宇宙船』などの専門誌で「日本アニメーション映画史」、「大特撮」を貪り読んでいたという。

### キャリア
大学在学中のある日の夕方、下宿でボンヤリとテレビアニメを見ていた際に「そうだ!せっかく東京に出て来たんだ。声優になってみよう!この仕事はオレの性に合っている。やりがいもありそうだ。」と思い、声優を志す。その後、映画雑誌『SCREEN』で掲載されていた若山弦蔵、野沢那智といった吹き替えの主演を務めていた声優のインタビュー記事を読んで声優が多く所属していた劇団の養成所を目指し、大学2年生の時に大学を中退。両親の猛反対を押し切って声優の世界に飛び込んだという。
劇団NLT付属俳優教室に入所し、並行して声の仕事をメインでしてきたという人物たちが集まり、結成した勉強会のボイス・アーツの募集記事を偶々『アニメージュ』で見つけた。雑誌の中にほんの数行だけ、「男子のみ、若干名募集」とあり、「こういうものにも触れておいたほうが勉強になる」と思い応募し、その勉強会に参加。その勉強会の講師だった春日正伸、本田保則のレッスンを受けていた。ある現場でテストが終わったとたんに春日から「飛田！お前、台本(ホン)読んできたのか！？」とダメ出しを受けていたが、飛田はその春日の一声で自分の役がどんなドラマをしょっているのか一発でわかったという。
それが大きな転機になり、のちに所属することになるアーツビジョンの人物に会い、その結果として声優としての活動を始める。洋画『暗闇にベルが鳴る』吹替版の警察無線の声で声優デビューし、『サイボットロボッチ』（1982年）のボブ役でアニメ初出演。同時にアーツビジョンの当時の社長・松田咲實とも知り合えたり、2022年当時の飛田に繋がるご縁ができたという。
その後初めての名前の付きの役でもある『キャプテン翼』（1983年）の若島津健役で初レギュラーを獲得し、1985年『機動戦士Ζガンダム』のカミーユ・ビダンで初主演した。

## 人物
趣味は映画・音楽鑑賞。特技は物真似。
一人っ子である。父は地方公務員。父は当初声優になるのを猛反対したが、2022年時点のインタビューでは「今でも『ちびまる子ちゃん』など自分の出演作を見てくれている」と発言している。妻は養成所で知り合った女性。
1985年時点では東京都世田谷区に住んでいた。

### 特色
声種はバリトン。
アニメ、ドラマCD、ゲーム、外国映画や海外ドラマ吹き替え、舞台俳優などの各分野で活動。
繊細な少年、心優しい青年、熱血漢キャラから、冷徹な敵役やギャグキャラまで、声質や演技を使いわけて表現する。明るく若者らしいさわやかなナレーションや内面に狂気を隠したキャラも演じることが多い。アニメ版『星のカービィ』ではコックカワサキ役など、10キャラクター以上の役を担当していた。

### 交友・対人関係
子安武人は、声優業界での恩人に飛田の名を挙げている。若手時代の子安は演技の幅が狭いことに悩み、「いつ声優をやめてやろうか」と毎日のように悩んでいたところ、当時とある作品で共演していた飛田がとても優しくフレンドリーに接してくれたことが嬉しく、救いになっており、「もう少しだけ頑張ってみよう」と思って声優業を続けた結果、「辞める機会を失って今に至る」と、冗談交じりに語っている。また飛田の自分に対する接し方から、子安は相手のことを思って厳しくアドバイスしてくれる先輩もありがたいが、自分は純粋に優しい先輩でいたいと考えるようになった。
同事務所の戸部公爾らとともに、劇団RELAXとして年に1回の定期公演を行っている。

## エピソード

### 出演作について
前述のとおり、『キャプテン翼』では若島津健役を演じていたが、オーディションでは当初は主人公の大空翼役で受けていた。当時の原作は中学生編が始まったところだったこともあり、そのつもりで受けていたところそのキャラは小学生という設定だった。その後、『キャプテン翼』のレギュラーのキャラクターを演じていた声優が『キャプテン翼』を降板したことでその役の声の二代目を決めるオーディションに飛び入り参加するも、その役は女性声優が抜擢してしまい、残念な結果となった。若島津健役を演じることになったのは「新登場キャラで出演が決定した」と連絡が来たからだった。『キャプテン翼』では勉強会の同じメンバーで大空翼役の小粥よう子、アナウンサー役の村山明などのキャストたちにお世話になった。その後『キャプテン翼（第4作）』ではナレーションを務めており、当時はそれの出演のオファーがあり、「まさかね…」と思っていたところナレーションだったといい、なかなか難しい役どころだったが、台本を読むたびに「若島津」の文字に目がいってしまい、苦笑しまくりだったという。
『ちびまる子ちゃん』のオーディションでは当初、飛田が花輪くん役、菊池正美が丸尾くん役で決まっていたが、原作者のさくらももこから「丸尾くんと花輪くんは逆の方が良いんじゃないか」と言われて今の形になった。
正統派な主人公タイプよりもひと癖あるキャラクターの方が好きだといい、自身の中ではカミーユのような役がぴったりという印象だという。また、丸尾くんを演じてから本人曰く「屈折した変な役」というイメージが業界内で定着したという。2021年時点では「元々はかっこいい影のある少年役が主流だと思っていたが、コックカワサキ役など癖のある役が主流になった」とも語っていた。
役を演じる際、「どうして彼はそういう風に言うんだろう」と食い込んでいくやり方をしているという。

### カミーユ・ビダン
テレビ版『機動戦士Ζガンダム』（1985年）において、主人公のカミーユ・ビダンに抜擢される。
『機動戦士Ζガンダム』を知ったのは勉強会で小粥が「こういうの始まるみたいだよ、私、この役は飛ちゃんの声が合うと思う!」と言ってくれたからだったという。
元々初代の『機動戦士ガンダム』が好きだったことから、オーディションでは台詞を一通り喋った後の1分間ほどのフリートークで「あんなに素晴らしい終わり方をしているのになぜ続編なんか作るんですか」と衝動的に言ってしまった。後日、主役に決まった際は驚き「フリートークをスタッフは聞いてなかったんだろうな」と安心していたが、キャストやスタッフの顔合わせの場で監督の富野由悠季は、作品に対する思い入れや続編を作ることになった理由を懇切丁寧に話し、一通り話し終わった富野は飛田の方を向いて鋭い目つきで「あなた、納得しましたか!?」と言ったという。
監督が富野であることに加え、シャア・アズナブル役の池田秀一、アムロ・レイ役の古谷徹と共演することも分かっており、存在感のあるキャラクターが次々に出てくるため、主人公といえど途中で交代になるかもしれないというプレッシャーが常にあったという。またクレジットではカミーユよりシャアが上であり、当時は疑問に思っていたが、一方で「こうなったら絶対に最終回まで生き残ってやるぞ！」というモチベーションにもつながったという。また、最初の脚本ではカミーユは物語終盤に死ぬ予定だったが、実際はそうならなかったため「多少なりとも頑張った甲斐があったのかな」と思ったという。
本人のカミーユへの印象は「思ったらすぐに手が出ちゃうような、そういう意味ではアムロ・レイとは対照的な人物」だといい、「素直に黙ってればいいのにと思いながらも共感することはできました」と語っている。セリフが日常的な言葉というより文語的な感じであり、戦闘シーンより日常の会話シーンの方が演じていて大変だったという。
最終話でカミーユの精神が壊れるラストは3ヶ月前から知っており（どんな感じで壊れるかは知らなかった）、それまで凄まじいシーンが続いたため音響監督の藤野貞義から「最後にちょっとおかしくなっちゃうけど、あまりやりすぎないでね」と芝居じみた演技にならないよう言われていた。シロッコを倒した後にファに声をかけられ答えるシーンは実際にやってみると楽にでき、一年を通して一番気負いなく言えたため自分でも驚いたという。
続編の『機動戦士ガンダムΖΖ』でカミーユが出演する際は藤野から「モビルスーツに乗っているテンションではなく、耳元で囁くような優しい感じで」、「肉体ではなく、心と心で話しているような感じ」と言われ演技していた。続編が作られると知った当初は「カミーユがあんな目に遭っているのに明るくなるの!?」と驚いたというが、実際に現場に入ってみて、『Ζ』はカミーユの物語で『ΖΖ』はジュドーたちの物語だと実感し収まりがついたという。
放送終了後もカミーユを演じる機会があり、「いい加減まともの僕に戻りたい」と発言したこともある。また、カミーユの声は地声よりかなり高くテンションも上げなくてはいけないため、「なんでこんな高い声で役作りしてしまったのか今になって後悔している次第ですよ（笑）」と語ったこともある。
劇場版『機動戦士Ζガンダム A New Translation -星を継ぐ者-』でのカミーユ役は、再びオーディションを受け役を勝ち取ったという逸話がある。監督の富野からは「新しい作品として『機動戦士Ζガンダム』を作りたいため、カミーユもこれまでやってきたものではない演技を求めたい。それを確認したいので声を聞かせてほしい」と手紙をもらい、富野とマンツーマンで1時間ほど試行錯誤を繰り返し役を作っていった。用意されたセリフはテレビ版と全く同じもので、「とにかくピュアなカミーユにしてください。以前のは全部忘れていいです」と言われ焦ったという。答えが出ないままやってみたが「あなたがやってきたカミーユや、これまでしてきた仕事は分かるし、身につけてきたものもあるでしょうけど、今はそれが邪魔になっている。それを全部捨ててください」と言われた。「いわゆる方法論とか慣れたやり方でやってくれるな」ということだと思い、もうなるようになれと何度も試して、何度目かでついにOKが出たという。台本を読んだ際はテレビ版とほぼ同じ内容で駆け足で話が進むと感じ、カミーユの印象が変わったという。アフレコ当日は自分の中で新しいカミーユ像が決められずにいたが、富野の「これは舞台の再演のようなものです。確かにリメイクで昔の画を使って編集して作っていますけど、いわゆる懐かし番組の集まりではありません。あくまで今の新しい『Ζガンダム』を作りたいと思っています」という言葉を聞いて妙に納得し、「舞台の再演は同じ台本で初演の時よりパワーがいる、さらに初演のメンバーや演出自体が変わる可能性にも対応しなければいけない、それが嫌なら自分はやりませんと降りるしかない。やるかやらないかの世界で、やる以上は誰がどうなろうがやるしかない」と開き直れたという。「一番プレッシャーをかけてきたのが監督なら、一番力を与えてくれたのも監督だった」と思い、打ち上げの際にそのことを富野に伝えると、富野の妻から「見事にハマったってことね」と言われた。収録に入って間もない頃は自分の声が使われているか不安であり、テレビ版の先行上演会を見に行ったといい、そこで自分の声がちゃんと流れているのを聞いてようやく安心したという。
劇場版をやるまではいつでも少年役OKという気持ちだったが、劇場版を終えて、声優の世界も世代交代が進んでいる時期だったため「このあたりがタイムリミットかな」と感じたという。一方で、それまでは役柄が落ち着いてチームの中でも落ち着いたポジション役になっていくと思っていたが、劇場版で再度カミーユを演じたことで、その未来図を完全にぶち壊されたという。「自分から役柄を絞り込んでも意味がない、どんな年齢のキャラでもピュアに臨めばそれでいいんじゃないか」と思ったといい、「どのみちパターンでやっちゃったら、一時期は通じるかもしれませんが、いつかは飽きられるし、代わりはいっぱいいるわけですから。サバイバルとまでは言いませんが、どこまで続けていけるか、生き残っていけるか。貴重な機会は逃さずに、お客さんやスタッフの方、一緒にやっている方々に、何か残るようなものをやる。それが大事なんだと思うようになりました」という。カミーユ役は誰にも譲りたくない反面、「そろそろいいんじゃないかという気がしないでもない」と言っているが、「自分のようにカミーユをやれる人はそういない、地で持っている人はあまりいないんじゃないかなぁと思いますね」とも語っている。
『Ζ』、『ΖΖ』以外のガンダムシリーズ作品でも、OVA『機動戦士ガンダム0083 STARDUST MEMORY』のカリウス、テレビアニメ『機動武闘伝Gガンダム』のウルベ・イシカワといった重要な役を担当しているほか、『機動戦士Vガンダム』、『機動新世紀ガンダムX』、『機動戦士ガンダム 鉄血のオルフェンズ』などでゲスト出演しており、ゲーム作品では『機動戦士ガンダム ギレンの野望』（フランシス・バックマイヤー）、『機動戦士ガンダムSEED ASTRAY』（ロンド・ギナ・サハク）にも出演している。

## 出演
太字はメインキャラクター。

### 劇場アニメ
1984年
- 超時空要塞マクロス 愛・おぼえていますか（ボーイ）

1985年
- オーディーン 光子帆船スターライト（クルー）
- キャプテン翼 ヨーロッパ大決戦（若島津）
- キャプテン翼 危うし!全日本Jr.（若島津）

1986年
- キャプテン翼 明日に向って走れ!（若島津）
- キャプテン翼 世界大決戦!! Jr.ワールドカップ（若島津）
- 旅立ち 〜亜美・終章〜（野々村ヒロシ）

1988年
- ビックリマン 無縁ゾーンの秘宝（一本釣神帝）

1989年
- 機動戦士SDガンダムの逆襲 SD戦国伝 暴終空城の章（精太）
- 機動戦士SDガンダムの逆襲 嵐を呼ぶ学園祭（カミーユ）
- 変幻退魔夜行 カルラ舞う!-奈良怨霊絵巻-（テンパー）

1990年
- ちびまる子ちゃん（丸尾くん）
- ハローキティのおやゆびひめ（チョウチョウA）
- CAROL（ティコ・ブラーニ）

1992年
- 機動戦士ガンダム0083 −ジオンの残光−（カリウス軍曹）
- 機動戦士SDガンダムまつり SDガンダム外伝 聖機兵物語（シーブック）
- 機動戦士SDガンダムまつり SDコマンド戦記 SUPER G ARMS（ハリケーンガンダム）
- ちびねこトムの大冒険（パド）※未公開作品
- ちびまる子ちゃん わたしの好きな歌（丸尾）
- ドラえもん のび太と雲の王国（ポリス）
- らんま1/2 決戦桃幻郷!花嫁を奪りもどせ!!（猿十琉）

1993年
- SD戦国伝 天下泰平編（四代目大将軍）

1994年
- 平成イヌ物語バウ 原始イヌ物語バウ（倉元）
- リカちゃんとヤマネコ 星の旅（北天）
- Jリーグを100倍楽しく見る方法!!（福田正博）

1995年
- 美少女戦士セーラームーンSuperS セーラー9戦士集結!ブラック・ドリーム・ホールの奇跡（ププラン）

1996年
- それいけ!アンパンマン 空とぶ絵本とガラスの靴（ガラゴン〈王子様〉）
- エンジェルがとんだ日（エンジェル）

1998年
- 機動戦艦ナデシコ -The prince of darkness- （ウリバタケ・セイヤ）
- ドラえもん のび太の南海大冒険（TVアナウンサーB）

1999年
- 小さな巨人 ミクロマン 大激戦!ミクロマンVS最強戦士ゴルゴン（エジソン）

2001年
- カウボーイビバップ 天国の扉（ムラタ）
- シャム猫 -ファーストミッション-（栗田口次官）

2002年
- しましまとらのしまじろう（からくさ）
- ドラえもん のび太とロボット王国（トロイ）
- ピカピカ星空キャンプ（ヨマワル）

2004年
- 映画 犬夜叉 紅蓮の蓬莱島（凶羅）
- 聖闘士星矢 天界編 序奏〜overture〜（シオン）
- DEAD LEAVES（ドリル）

2005年
- 機動戦士Ζガンダム A New Translation（2005年 - 2006年、カミーユ・ビダン） - 3部作

2007年
- アクエリオン－創聖神話篇&壱発逆転篇－（ジャン・ジェローム・ジョルジュ）

2008年
- 武者ケロ お披露目!戦国ラン星大バトル!!（武者ヴァイパー）

2010年
- 宇宙ショーへようこそ（トニー）
- TRIGUN Badlands Rumble（ドリーノ・オーレ・タディスキー）

2011年
- 劇場版 NARUTO 炎の中忍試験! ナルトVS木ノ葉丸!!（エビス）

2012年
- 劇場版 NARUTO -ナルト- ロード・トゥ・ニンジャ（ゼツ）
- 劇場版 魔法少女まどか☆マギカ [前編] 始まりの物語（ショウ）

2013年
- 劇場版 薄桜鬼 第一章 京都乱舞（山南敬助）

2014年
- モーレツ宇宙海賊 ABYSS OF HYPERSPACE -亜空の深淵-（無限博士）

2015年
- ガールズ&パンツァー 劇場版（理事長）
- ちびまる子ちゃん イタリアから来た少年（丸尾くん）
- 映画 しまじろうのわお! しまじろうとおおきなき（クモ弟）

2016年
- 名探偵コナン 純黒の悪夢（風見裕也）

2017年
- 打ち上げ花火、下から見るか? 横から見るか?（典道の父）
- コードギアス 反逆のルルーシュ I 興道（クロヴィス・ラ・ブリタニア）

2018年
- 名探偵コナン ゼロの執行人（風見裕也）
- 映画 しまじろうのわお! まほうのしまのだいぼうけん（カナヅチ）

2019年
- 劇場版 幼女戦記（アーデルハイト・フォン・シューゲル）
- えいがのおそ松さん（ダヨーン、先生）
- バースデー・ワンダーランド（メガネ猫）
- BLACKFOX（ローレン）

2020年
- クレヨンしんちゃん 激突! ラクガキングダムとほぼ四人の勇者（食料大臣〈兄〉）

2021年
- プリンセス・プリンシパル Crown Handler 第1章（ビショップ）

2022年
- 名探偵コナン ハロウィンの花嫁（風見裕也）
- クレヨンしんちゃん もののけニンジャ珍風伝（医院長）
- おそ松さん〜ヒピポ族と輝く果実〜（ダヨーン）

2023年
- 名探偵コナン 黒鉄の魚影（風見裕也）
- おそ松さん〜魂のたこ焼きパーティーと伝説のお泊り会〜（ダヨーン）
- SAND LAND（ゼウ大将軍）
- 北極百貨店のコンシェルジュさん（東堂）
- 鬼太郎誕生 ゲゲゲの謎（龍賀時磨）

2024年
- 劇場版すとぷり はじまりの物語〜Strawberry School Festival!!!〜（マスター）

2025年
- 名探偵コナン 隻眼の残像（風見裕也）
- 劇場版 鬼滅の刃 無限城編 第一章 猗窩座再来（狛治の父）

### OVA
1985年
- メガゾーン23（通信兵）

1986年
- 超時空ロマネスク SAMY MISSING・99（戦士コディー）

1987年
- Good Morning アルテア（LM）
- パンツの穴 まんぼでGANBO!（杉田）
- ヘル・ターゲット（情報員）

1988年
- 宇宙の戦士（アメフト選手B）
- 機動戦士SDガンダム（カミーユ・ビダン、Ζガンダム）
- 渋谷ホンキィトンク（秋山）
- 恐怖のバイオ人間 最終教師（研究所員）
- ドキドキ学園・決戦!!妖奇大魔城（次元最強神）

1989年
- 紅い牙ブルーソネット（杵島大介）
- アーシアン（星野）
- 機動戦士SDガンダム外伝III アルガス騎士団（カミーユ王子）
- 機動戦士SDガンダム MARK-II（カミーユ / 魔術師カミーユ、ガンダム）
- 銀河英雄伝説（サイモン）
- 新キャプテン翼（1989年 - 1990年、若島津健）
- 超人ロック ロードレオン（ロック）
- 天空戦記シュラト 天空界メモリアルズ（比婆王ダン）
- 風魔の小次郎（1989年 - 1992年、夜叉一族、霧風） - 3作品
- MEGAZONE23 III（ボーノ）
- やじきた学園道中記（津田沼）
- RIDING BEAN（ディック）

1990年
- 機動戦士SDガンダム MARK-III（カミーユ、武者精太、百鬼丸）
- 機動戦士SDガンダム MARK-V（アッグガイ、武者精太、百鬼丸）
- きまぐれオレンジ☆ロード 恋のステージ HEART ON FIRE! 春はアイドル（ディレクター）
- 独身アパートどくだみ荘III
- ニューイヤー星調査行（トミオ）
- B.B.（スタンド店員）
- ビックリマン ロココ＆マリア奇跡（聖界一本釣）
- BE-BOP-HIGHSCHOOL（1990年 - 1998年、高校生A、天保工業不良E、ノブオ）

1991年
- いしいひさいちの大政界（学生A）
- インフェリウス惑星戦史外伝 CONDITION GREEN（1991年 - 1993年、イエント・スカール）
- うっちゃれ五所瓦
- NG騎士ラムネ&40EX ビクビクトライアングル愛の嵐大作戦（セイローム）
- おたくのビデオ（山口）
- 硬派銀次郎（伊達宗光）
- ZIGGY（オオヤマ）
- 柔道部物語（名古屋和彦）
- 機動戦士ガンダム0083 STARDUST MEMORY（カリウス）
- シャコタン☆ブギ（コージ）
- 創竜伝（1991年 - 1993年、竜堂続）
- 超人ロック 新世界戦隊（ロック）
- 超幕末少年世紀タカマル（キニスキー）
- 天空戦記シュラト 創世への暗闘（比婆王ダン）
- ぶっちぎり4（五十嵐）
- 魍魎戦記MADARA（沙門）
- 夢枕獏 とわいらいと劇場 四畳半漂流記（島田美智彦）

1992年
- 鉄の処女JUN（ゴールデンチェリーボーイズ）
- 永遠のフィレーナ（フィコス）
- 俺の空 刑事篇2（二階堂良一）
- 源氏（平清盛〈兄〉）
- 時元戦国史 黒の獅士 陣内篇（ギリー、信長の家臣）
- なにわ遊侠伝（木下藤吉）
- 続なにわ遊侠伝（木下藤吉）
- ダウンロード 南無阿弥陀仏は愛の詩
- 放課後のティンカー・ベル（秋月ケンイチ）
- ドラゴンスレイヤー英雄伝説 王子の旅立ち（ロー）
- ぷりんせすARMY ウエディング☆COMBAT（愛田智）
- キティとミミィのハッピーバースデー（トラ）

1993年
- ああっ女神さまっ（青嶋紀元）
- NG騎士ラムネ&40DX ワクワク時空 炎の大走査線（セイローム）
- お江戸はねむれない!（若殿）
- エイトマンAFTER（エディー）
- 紺碧の艦隊（久保誠一郎、入江九市）
- キャシャーン（ナイマン）
- 新・超幕末少年世紀タカマル（キニスキー）
- ぼくの地球を守って（柊 / 土橋大介）
- BADBOYS（岩見エイジ〈初代〉）
- 横浜ばっくれ隊

1994年
- おさかなはあみの中（唐沢敦）
- 臀撃おしおき娘ゴータマン（にしきのあきら）
- 東京BABYLON2（墨田刑事）
- BADBOYS2（中村寿雄〈2代目〉）
- ぼくはこのまま帰らない（古川勝典）

1995年
- 紺碧の艦隊（ノーマン・ウィロビー）
- 沈黙の艦隊（速水健次）
- BAD BOYS3 BEST FRIENDS（岩見エイジ〈3代目〉）
- Lesson XX（杜藤静）

1996年
- エンジェル伝説（北野誠一郎）
- ザ・ハード（フレディ）
- KI・ME・RA（キメラ）
- 紺碧の艦隊（ヒルズ補佐官、ハーマン・ペルー、老人）
- Ninja者（殿様）
- ふしぎ遊戯（氐宿、兵士）
- FAKE（ランディ＝リョウ＝マクレーン）

1997年
- サブマリン707 深海の艦隊（ハル）
- ソリトンの悪魔（山田）
- それゆけ!宇宙戦艦ヤマモト・ヨーコII（バルザック）
- またまたセイバーマリオネットJ（揚明）

1998年
- ヴァンパイアハンター（評議員）
- 快傑蒸気探偵団 先行編ビデオ
- ガラスの仮面 千の仮面を持つ少女（司会者）
- 旭日の艦隊（ヨアヒム・ペーター・ゲッベルス、ヨッヘンバッハ）
- ゲキ・ガンガー3 熱血大決戦!!（大地アキラ）
- 紺碧の艦隊（木戸孝義、諏訪淳典）
- 新・湘南爆走族 荒くれナイト2 死神たちの公道レース（克彦）
- 超機動伝説ダイナギガ（棚倉正雄）

1999年
- 旭日の艦隊（木戸孝義、エーリッヒ・ノイマン、ハンフリー・フォルダ、ハロルド・パーマー、ヴィクトリー・ノーマン）
- 紺碧の艦隊（輸送船艦長）
- ときめきメモリアル（水泳部コーチ）
- BREAK-AGE（任谷篤志）

2000年
- アンジェリーク 白い翼のメモワール（水の守護聖リュミエール）
- With You 〜みつめていたい〜（後藤田刑事）
- 紺碧の艦隊（ヴィクトリー・ノーマン）
- 天使禁猟区（吉良の父）

2001年
- アンジェリーク 聖地より愛をこめて（水の守護聖リュミエール）
- GUNDAM EVOLVE II RX-178 GUNDAM Mk-II（カミーユ・ビダン）
- 旭日の艦隊（リヒャルト・パッペン）

2002年
- アンジェリーク 〜Twinコレクション〜（水の守護聖リュミエール）
- かいけつゾロリの恐怖の花嫁作戦!!（イヌタク）
- 旭日の艦隊（アナウンサー）
- 私立荒磯高等学校生徒会執行部（橘遥）
- 聖闘士星矢 冥王ハーデス十二宮編（シオン）

2003年
- 紺碧の艦隊（中村勘助〈3代目〉、ハイネマン大将）

2005年
- 撲殺天使ドクロちゃん（ザンス、ニュースキャスター）

2006年
- 大魔法峠（ぷにえの父、ピピル、ジャガイモ、走り屋）
- HELLSING（2006年 - 2012年、少佐） - 10作品

2007年
- お金がないっ（染谷薫子）
- 創星のアクエリオン（ジャン・ジェローム・ジョルジュ）
- 撲殺天使ドクロちゃん2（ザンス、ニュースキャスター）

2008年
- やなせたかしメルヘン劇場 しっぽのうた（ボス）

2010年
- ムダヅモ無き改革 -The Legend of KOIZUMI-（ブッシュJr.）

2011年
- SUPERNATURAL: THE ANIMATION（テッド）
- 薄桜鬼 雪華録（山南敬助）
- マジンカイザーSKL（ゴウダ） - 2010年劇場先行公開

2012年
- 間の楔 第2期（オルフェ）
- ファインダーの標的（劉飛龍）

2013年
- CØDE:BREAKER（渋谷） - コミックス第23巻DVD付き限定版

2014年
- 銀魂「布団に入ってから拭き残しに気付いて寝るに寝れない時もある」（洞爺湖）

2015年
- ファインダーの隻翼（劉飛龍）

2018年
- ゴールデンカムイ（日泥保） - コミックス第15巻アニメDVD同梱版

2019年
- ガールズ&パンツァー 最終章（理事長）

### Webアニメ
- i-wish you were here- あなたがここにいてほしい（2001年、在武）
- あゆまゆ劇場（2006年、伊吹純）
- ポケモンジェネレーションズ（2016年、ソライシ）
- 極主夫道（2021年、瓜田）
- テルマエ・ロマエ ノヴァエ（2022年、アッティリアヌス）
- ヴァンパイア・イン・ザ・ガーデン （2022年、カギュウ）
- 鎮西八郎為朝（2022年、藤原忠通）
- 範馬刃牙（2023年、アルバート・ペイン[223]）
- 悪魔くん（2023年、ロド・ゴンザレス）
- 大奥（2023年、村瀬正資）
- SAND LAND: THE SERIES（2024年、ゼウ大将軍[224]）
- ライジングインパクト（2024年、片瀬瞳）
- Fate/Grand Order 藤丸立香はわからない Season2（2024年、ドン・キホーテ）

### ゲーム
1990年
- ギャラクシアン3（ジョン）

1992年
- エメラルドドラゴン（アトルシャン）※FM TOWNS版
- キアイダン00（佐倉猛）

1993年
- ヴァイ 〜流星の鎧〜（サドゥール）
- ナックルヘッズ（ロブ・ビンセント、グレゴリー・ダレル）
- 幽☆遊☆白書（朱雀）※SFC版

1994年
- ADVANCED V.G.（曾根崎啓一）
- キャプテン翼（若島津健）※メガCD版
- きんぎょ注意報! とびだせ!ゲーム学園（葵）
- ぽっぷるメイル（ブラッキィ）※メガCD版
- 幽☆遊☆白書2 格闘の章（朱雀）

1995年
- アンジェリークSpecial（水の守護聖リュミエール）
- 戦国サイバー 藤丸地獄変
- ちびまる子ちゃんの対戦ぱずるだま（丸尾くん）
- ちびまる子ちゃん まる子絵日記ワールド（丸尾くん）
- ちびまる子ちゃん めざせ!南のアイランド!!（丸尾くん）

1996年
- アンジェリークSpecial2（水の守護聖リュミエール）
- 第4次スーパーロボット大戦S（カミーユ・ビダン）
- ちびまる子ちゃん まる子デラックスクイズ（丸尾くん）
- 月下の棋士 王竜戦（滝川幸次）
- メルティランサー 〜銀河少女警察2086〜（フェザー）

1997年
- 機動戦艦ナデシコ やっぱり最後は『愛が勝つ』？（ウリバタケ・セイヤ）
- 機動戦士Ζガンダム（カミーユ・ビダン）
- グランストリーム伝紀（ギムド）
- スーパーロボット大戦F（カミーユ・ビダン）
- ティルク〜青い海から来た少女〜（ディック）
- プリンセスメーカー ゆめみる妖精（マルカーノ）

1998年
- アナザー・メモリーズ（スタンリー・カドラック）
- アンジェリーク デュエット（水の守護聖リュミエール）
- アンジェリーク 天空の鎮魂歌（水の守護聖リュミエール）
- SDガンダム GGENERATION（1998年 - 2025年、カリウス・オットー、カミーユ・ビダン、マチス・ワーカー、コンピュータ音声〈Gガンダム〉、ウルベ・イシカワ、ロンド・ギナ・サハク） - 15作品
- 機動戦艦ナデシコ The blank of 3years（ウリバタケ・セイヤ、大地アキラ）
- 新世代ロボット戦記ブレイブサーガ（ノイバー・フォルツォイク）
- 少女革命ウテナ いつか革命される物語（父）
- スーパーロボット大戦F 完結編（カミーユ・ビダン、カリウス、ウルベ・イシカワ）
- ツインビーRPG（グリード）
- パズルボブル4（ブラム）
- バックガイナー〜よみがえる勇者たち〜 −覚醒編「ガイナー転生」−（神田真人、小太郎〈変身後〉）
- ビーバス&バットヘッド ヴァーチャル・アホ症候群（デイビッド・ヴァン・ドリーセン）
- リアルロボッツファイナルアタック（カミーユ・ビダン）
- Little Lovers 2nd

1999年
- 機動戦艦ナデシコ NADESICO THE MISSION（ウリバタケ・セイヤ）
- スーパーヒーロー作戦（ウルベ・イシカワ）
- スーパーロボット大戦コンプリートボックス（カミーユ・ビダン、カリウス）
- トランスフォーマー ビーストウォーズメタルス64（テラザウラー）
- トランスフォーマー ビーストウォーズメタルス 激突!ガンガンバトル（クイックストライク、テラザウラー、コンピューター）
- 魔剣X / 爻（フェイ / 李飛爪）
- 火魅子伝〜恋解〜（永閃）
- ロビット・モン・ジャ（エストラゴン）

2000年
- アンジェリーク トロワ（水の守護聖リュミエール）
- EVE ZERO（高畠豊）
- 機動戦士ガンダム ギレンの野望 ジオンの系譜（カミーユ・ビダン、カリウス）
- 建設重機喧嘩バトル ぶちギレ金剛!!（結城洋介）
- スーパーロボット大戦α / α for Dreamcast（カミーユ・ビダン、カリウス）
- 夏色剣術小町（仁礼吉保郎）
- ヘキサムーン・ガーディアンズ（台場満）

2001年
- エコーナイト#2 眠りの支配者
- シェンムーII
- スーパーロボット大戦α外伝（カミーユ・ビダン）
- Splash Summer〜夏の滴〜（二宮祐輔）
- リアルロボットレジメント（カミーユ・ビダン）

2002年
- 俺の下であがけ（山口幸雄）
- ガチャろく（にんじゃ）
- ガレリアンズ:アッシュ（ロメロ）
- 機動戦士ガンダム ギレンの野望 ジオン独立戦争記（カミーユ・ビダン、カリウス、フランシス・バックマイヤー、連邦秘書 / ナビゲーター）
- サーヴィランス 監視者（モーリス・ビラル）
- サンライズ英雄譚2（カミーユ・ビダン）
- スーパーロボット大戦IMPACT（カミーユ・ビダン、ウルベ・イシカワ）
- スター・ウォーズ ギャラクティック・バトルグラウンド（ルーク・スカイウォーカー）
- スター・ウォーズ ローグ スコードロン II（ルーク・スカイウォーカー）
- テイルズ オブ デスティニー2（カーレル・ベルセリオス）
- ラ・ピュセル 光の聖女伝説（ノワール）

2003年
- アークス・ファタリス 日本語版（クルター、宝石商タフィオク、ノーデンの男、銀行屋ゲイリー、バーの客）
- アークザラッド 精霊の黄昏（ウィンドルフ）
- アンジェリーク エトワール（水の守護聖リュミエール）
- ガチャろく2〜今度は世界一周よ!!〜（アーノルド）
- 機動戦士ガンダム めぐりあい宇宙（カリウス）
- 機動戦士Ζガンダム エゥーゴvs.ティターンズ（カミーユ・ビダン）
- SUNRISE WORLD WAR Fromサンライズ英雄譚（カリウス、カミーユ）
- 第2次スーパーロボット大戦α（カミーユ・ビダン、カリウス）
- スーパーロボット大戦Scramble Commander（カミーユ・ビダン）
- ファイナルファンタジーX-2（サノー、チャップ）
- for Symphony 〜with all one's heart〜（鳴澤裕也）
- 魔界戦記ディスガイア（キャプテン・ゴードン）

2004年
- アニメバトル 烈火の炎 FINAL BURNING（石島土門）
- 機動戦士ガンダム ガンダムvs.Ζガンダム（カミーユ・ビダン）
- 機動戦士ガンダムSEED 終わらない明日へ（ロンド・ギナ・サハク）
- 決戦III（足利義昭、斎藤利三）
- 金色のガッシュベル!! 激闘!最強の魔物達（進一）
- スーパーロボット大戦MX（カミーユ・ビダン、ウルベ・イシカワ）
- スーパーロボット大戦GC（カミーユ・ビダン）
- 天誅 紅（吉五郎）
- 鋼の錬金術師2 赤きエリクシルの悪魔（ジャック・クローリー）
- マグナカルタ（アサド・ゾレン）

2005年
- Another Century's Episode（カミーユ・ビダン）
- 機動戦士ガンダム0079カードビルダー（フランシス・バックマイヤー）
- 機動戦士ガンダムSEED DESTINY GENERATION of C.E.（ロンド・ギナ・サハク）
- スーパーロボット大戦MX ポータブル（カミーユ・ビダン、ウルベ・イシカワ）
- 第3次スーパーロボット大戦α 終焉の銀河へ（カミーユ・ビダン、孫光龍）
- 新世紀勇者大戦
- 創聖のアクエリオン（ジャン・ジェローム・ジョルジュ）
- トム・クランシーシリーズ スプリンターセル カオスセオリー（ウィリアム・レディング）

2006年
- いぬかみっ! feat.Animation（ヒダル神）
- 機動戦士ガンダム クライマックスU.C.（カミーユ・ビダン）
- ガンダム バトルロワイヤル（カミーユ・ビダン）
- キャプテン翼（若島津健）※PlayStation 2版
- 灼眼のシャナ（教授）
- サンライズ英雄譚3（カミーユ・ビダン）
- スーパーロボット大戦XO（カミーユ・ビダン）
- ファイナルファンタジーXII（ヴェイン・カルダス・ソリドール）

2007年
- 俺の下でAGAKE（山口幸雄）
- 機動戦士ガンダム0083カードビルダー（フランシス・バックマイヤー、カリウス）
- ガンダム無双（2007年 - 2013年、カミーユ・ビダン） - 4作品
- 聖闘士星矢 冥王ハーデス十二宮編（シオン）
- 灼眼のシャナDS（教授）
- スーパーロボット大戦Scramble Commander the 2nd（カミーユ・ビダン）
- NARUTO -ナルト- 疾風伝 ナルティメットアクセル（影法師分身）
- ワンダーキング（男魔法使い）
- THE BATTLE OF 幽☆遊☆白書 〜死闘! 暗黒武術会〜 120%（朱雀）

2008年
- 機動戦士ガンダム ガンダムVS.ガンダム（カミーユ・ビダン）
- 機動戦士ガンダム ギレンの野望 アクシズの脅威（カミーユ・ビダン、カリウス、連邦秘書 / ナビゲーター）
- スーパーロボット大戦A PORTABLE（カミーユ・ビダン、カリウス）
- スーパーロボット大戦Z（カミーユ・ビダン）
- ××な彼女のつくりかた（ミコト）
- 薄桜鬼 〜新選組奇譚〜 シリーズ（2008年 - 2016年、山南敬助） - 19作品
- 魔界戦記ディスガイア3（ゴードン） - DLC追加キャラクター

2009年
- アサシン クリード II（ショーン・ヘイスティングス）
- 機動戦士ガンダム ガンダムVS.ガンダムNEXT（カミーユ・ビダン）
- 機動戦士ガンダム ギレンの野望 アクシズの脅威V（カミーユ・ビダン、カリウス、連邦秘書 / ナビゲーター）
- スーパーロボット大戦NEO（セイローム）
- ちびまる子ちゃんDS まるちゃんのまち（丸尾くん、たまちゃんのお父さん、はまじのじいさん）
- FINAL FANTASY CRYSTAL CHRONICLES Echoes of Time（ベリアウルデ）
- 魔界戦記ディスガイアシリーズ（ゴードン）
  - 魔界戦記ディスガイア2 PORTABLE
  - ディスガイア インフィニット

2010年
- Another Century's Episode:R（カミーユ・ビダン、ジャン・ジェローム・ジョルジュ）
- アサシン クリード ブラザーフッド（ショーン・ヘイスティングス）
- 機動戦士ガンダム エクストリームバーサス（2010年 - 2016年、カミーユ・ビダン、ロンド・ギナ・サハク） - 5作品
- コール オブ デューティ ブラックオプス（フリードリヒ・シュタイナー博士）
- スーパー戦隊バトル ダイスオー（彗星のブレドラン / チュパカブラの武レドラン）
- TAKUYO Mix Box 〜ファーストアニバーサリー〜（鳴澤裕也）

2011年
- Another Century's Episode Portable（カミーユ・ビダン）
- アサシン クリード リベレーション（ショーン・ヘイスティングス）
- 機動戦士ガンダム オンライン（バックマイヤー）
- 機動戦士ガンダム 新ギレンの野望（カミーユ・ビダン）
- ガンダム ザ・スリーディーバトル（カミーユ・ビダン）
- ガンダムメモリーズ 〜戦いの記憶〜（カミーユ・ビダン）
- スーパー戦隊バトル ダイスオーDX（救星主のブラジラ）
- 第2次スーパーロボット大戦Z 破界篇 / 再世篇（2011年 - 2012年、カミーユ・ビダン） - 2作品

2012年
- アスラズ ラース（七星天セルゲイ）
- アサシン クリード III（ショーン・ヘイスティングス）
- 機動戦士ガンダムSEED BATTLE DESTINY（ロンド・ギナ・サハク）
- Kinect スター・ウォーズ（マク・プラ）
- 第2次スーパーロボット大戦OG（孫光龍）
- ヒーローズファンタジア（ヴァイパー、ズーマ）
- 真剣で私に恋しなさい!!R（大串スグル）
- ファンタシースターオンライン2（ゲッテムハルト）
- るろうに剣心 -明治剣客浪漫譚- 完醒（武田観柳）

2013年
- アサシン クリード IV ブラック フラッグ（カフェ店員〈ショーン・ヘースティングス〉）
- 聖闘士星矢 ブレイブ・ソルジャーズ（シオン）
- スーパーロボット大戦Operation Extend（カミーユ・ビダン、セイローム）
- ドラゴンボールヒーローズ 邪悪龍ミッション（ムラサキ曹長）
- 願いの欠片と白銀の契約者（水縄征人）
- BioShock Infinite（コーネリアス・スレート）
- Unlight（ロッソ）

2014年
- M3〜ソノ黒キ鋼〜///MISSION MEMENTO MORI（夏入）
- 神話帝国ソウルサークル（服部半蔵）
- 第3次スーパーロボット大戦Z 時獄篇 / 天獄篇（2014年 - 2015年、カミーユ・ビダン） - 2作品
- ディアブロ III（リンドン）
- ONE PIECE 超グランドバトル! X（ペコムズ）

2015年
- アサシン クリード シンジケート（ショーン・ヘイスティングス）
- アンジェリーク ルトゥール（水の守護聖リュミエール）
- ガールフレンド（仮）（悪フェス男）
- 機動戦士ガンダム U.C.カードビルダー（カミーユ・ビダン）
- 聖闘士星矢 ソルジャーズ・ソウル（シオン）
- ソウル・オブ・セブンス（デュラン博士）
- ロストヒーローズ BONUS EDITION / 2（Ζガンダム） - 2作品

2016年
- グランブルーファンタジー（2016年 - 2023年、ラインバッハ、ハインリッヒ、ファフニール、『ロボミ 史上最大の戦い』次回予告ナレーション）
- テイルズ オブ ベルセリア（メルキオル / 聖主ウマシア）

2017年
- アクセル・ワールド VS ソードアート・オンライン 千年の黄昏（ブラック・バイス）
- おそ松さん THE GAME はちゃめちゃ就職アドバイス -デッド オア ワーク-（ダヨーン）
- ガンダムバーサス（カミーユ・ビダン）
- キャプテン翼 〜たたかえドリームチーム〜（若島津健）
- 神式一閃 カムライトライブ（サトー）
- スーパーロボット大戦V（カミーユ・ビダン）
- スーパーロボット大戦X-Ω（2017年 - 2020年、カミーユ・ビダン）
- ストリートファイターV（是空）
- ZERO ESCAPE 9時間9人9の扉 善人シボウデス ダブルパック（9番の男）
- ラジアントヒストリア パーフェクトクロノロジー（ハイス）

2018年
- スーパーロボット大戦X（カミーユ・ビダン）
- ロックマン11 運命の歯車!!（トーマス・ライト博士、ライトット）
- プレカトゥスの天秤（ダグラス・エリオット）
- 幽☆遊☆白書 100%本気バトル（朱雀）
- 機動戦士ガンダム エクストリームバーサス2（2018年 - 2025年、カミーユ・ビダン、ロンド・ギナ・サハク） - 4作品

2019年
- スーパーロボット大戦T（カミーユ・ビダン）
- スーパーロボット大戦DD（2019年 - 2023年、カミーユ・ビダン）
- スーパードラゴンボールヒーローズ ワールドミッション（ムラサキ曹長）

2020年
- ジョジョのピタパタポップ（ストレイツォ）
- ロックマン VR 狙われたバーチャルワールド!!（トーマス・ライト博士、ライトット）

2021年
- ブレイブリーデフォルトII（オルフェ・ドラゴーディア）
- ドラゴンクエストX いばらの巫女と滅びの神 オンライン（異界滅神ジャゴヌバ）
- スーパーロボット大戦30（カミーユ・ビダン、ノイバー・フォルツォイク）
- 機動戦士ガンダム U.C. ENGAGE（2021年 - 2024年、カミーユ・ビダン、カリウス）
- 聖闘士星矢 ライジングコスモ（リュムナデスのカーサ）

2022年
- TRANSFORMERS ALLIANCE（ラチェット、スカイファイヤー）
- コードギアス 反逆のルルーシュ ロストストーリーズ（2022年 - 2023年、クロヴィス・ラ・ブリタニア）
- 機動戦士ガンダム アーセナルベース（2022年 - 2024年、カミーユ ・ビダン、ロンド・ギナ・サハク）
- Fate/Grand Order（2022年 - 2024年、ドン・キホーテ）
- SDガンダム バトルアライアンス（カミーユ・ビダン）
- ONE PIECE トレジャークルーズ（アシュラ童子）
- 魔法使いの夜（土桔由里彦）

2023年
- モンスターストライク（カミーユ・ビダン）
- テイルズ オブ ザ レイズ（カーレル・ベルセリオス）
- パズル&ドラゴンズ（カミーユ・ビダン）
- ディアブロIV（リンドン）
- ファイナルファンタジーXVI（イムラン大司祭）
- 超探偵事件簿 レインコード（ロボット研究員）
- アーマード・コアVI ファイアーズオブルビコン（V.V ホーキンス）
- 幻日のヨハネ -BLAZE in the DEEPBLUE-（トノサマ）

2024年
- 金色のガッシュベル!! 永遠の絆の仲間たち（秋山進一）
- SAND LAND（ゼウ大将軍）

2025年
- プロジェクトセカイ カラフルステージ! feat. 初音ミク（理事長）
- アークナイツ（サンクタ・ミクサパラト）
- スーパーロボット大戦Y（カミーユ・ビダン、ウルベ・イシカワ）

### ドラマCD
- アルスラーン戦記 妖雲群行（ナルサス）
- 間の楔（オルフェ）
- ヴァイスクロイツ Dramatic Image Album（濱崎零一）
- 桜蘭高校ホスト部（堀田）
- お金がないっシリーズ（染矢忍）
- オジサマ専科（田丸啓太）
- かげきしょうじょ!! Blu-ray 第2巻スピンオフドラマ「ファントム」（小野寺）
- カミヨミ（丸木戸教授）
- 原獣文書（部下B）
- きらきら馨る（少将）
- 金田一少年の事件簿 死神病院殺人事件（雪室憂一）
- GetBackers-奪還屋-永遠の絆を奪り還せ編（赤屍蔵人）
- GETUP! GETLIVE! Steam Rising（武蔵野温泉白書オーナー）
- サクラ大戦（官房長官、ギャルソン）
- SAMURAI DEEPER KYOシリーズ（太四老・吹雪）
- 少年濡れやすく恋成りがたしシリーズ（西宮翼朗）
- 少年☆周波数（北村透）
- 新撰組ドラマCD シリーズ（近藤勇）
  - 新撰組ドラマCD 壬生狼真伝 -泡雪の章-
  - 新撰組ドラマCD 壬生狼真伝 -残月の章-
- 好きなものは好きだからしょうがない!!シリーズ（中原桐人）
- 世界で一番やさしい音楽（三枝耀介）
- tactics（蓮見了寛）
- 超幕末少年世紀タカマルシリーズ（キニスキー）
  - 超幕末少年世紀タカマル ちゃんぽん王国国立ちゃんぽん学園大学芸会! 国をあげての大騒ぎ!でござる
  - 新・超幕末少年世紀タカマルCD劇場 〜女れいだぁすケイティ殿 ちゃんぽん王国で宝さがしでござるの巻〜
  - 新・超幕末少年世紀タカマルCD劇場 めもりあるボックス 〜我ら熱風少年〜
- 艶漢（早乙女水彥）
- 低俗霊DAYDREAM（柧武惣一郎）
- CDシアター ドラゴンクエストV（アンディ）
- トレイン☆トレイン（宮城主任）
- ナムコ ゲーム サウンド エクスプレス VOL.6 スターブレード / ギャラクシアン³ プロジェクト ドラグーン（ジョン）
- バーヴェリアン四重奏（ディン）
- バイトでウィザード（長谷常彦）
- 覇王♥愛人（水龍）
- 覇王大系リューナイト CDシネマ1「ブラボー砦の決闘」（ターキン）
- 薄桜鬼 〜新選組捕物控〜 前編・後編（山南敬助）
- BUD BOY NACK5ラジメーションCD（東皇使 東雲）
- 花のあすか組!（ヤスヒロ）
- 花より男子（西門総二郎）
- ビックリマン 新たなる出発（オーガス・一本釣）
- プラチナ（アーシェイド）
- プリンセスメーカー〜夢見る妖精〜（チャイニーズ・オーク）
- ビューティー&ゴースト（柿本）
- ふしぎ遊戯（夕城奎介）
- 平八郎天下御免（進藤平八郎）
- 北欧神話・伝説1（バルドル）
- 北欧神話・伝説3（バルドル）
- ぼくの地球を守って（柊）
- 炎の蜃気楼（八海）
- マーベラス・ツインズ（碧蛇神君）
- ミスター味っ子（劉虎峰）※カセット
- MADARA転生編（光河飛雄）
- 夜叉（伊藤）
- ゼロの使い魔外伝-烈風の騎士姫（エスターシュ）
- レーカン!（地縛霊[253]）
- ロードス島戦記（デニ）
- ワイルドアームズ アドバンスド3rd オリジナルドラマ（マリク）

### BLCD
- 愛と欲望は学園で シリーズ（浅葱高司）
- 王朝春曙ロマンセ（帝）
- 俺の下であがけシリーズ（山口幸雄）
- 犬も喰わない（山代誠之介[254]）
- 美しいこと（部長）
- かげろうの森（木崎柾之）
- 可愛いひと（慎一）
- グルメのふくらみ（貝山）
- 獣〜ケダモノ〜綺月陣（庄野）
- 恋する瞳はスキャンダル（エドワルド）
- この世 異聞 シリーズ（南浦啓一郎）
- しあわせにできるシリーズ（森田祐一）
- しあわせになってみませんか？（黒岩和弘）
- 少年のフェロモン（木原の父）
- スウィートルームに愛の蜜（太田）
- STEAL YOUR LOVE（マネージャー）
- 束縛トラップ（支倉奈津生）
- 空と原（有坂悟志[255]）
- 誰にも愛されない（大田原）
- NOW HERE（仁賀奈正敏）
- バイトは家政婦（鳥羽祥司）
- 華と龍（響）
- ビューティー&ゴースト（柿本）
- 香港貴族に愛されて（執事）
- 梨園の貴公子（常磐紫川）
- リブレ ファインダーの隻翼（飛龍）

### 吹き替え

#### 担当俳優
スティーヴ・カレル
- アステロイド・シティ（モーテルの支配人）
- 奇人たちの晩餐会 USA（バリー）
- スイング・ステート（ゲイリー・ジマー）
- ビューティフル・ボーイ（デヴィッド・シェフ）
- フォックスキャッチャー（ジョン・デュポン）
- マネー・ショート 華麗なる大逆転（マーク・バウム）

トビー・ジョーンズ
- 五日物語 -3つの王国と3人の女-（ハイヒルズ国の王）
- ウェイワード・パインズ 出口のない街（ドクター・ジェンキンス / デイビッド・ピルチャー）
- ほの蒼き瞳（ダニエル・マークウィス）

#### 映画
- アークエンジェル（フェリックス、アレクセイ・ディアコフ）
- アイアンマン2（ジャスティン・ハマー〈サム・ロックウェル〉[260]）※テレビ朝日版
- アイ,ロボット ※ソフト版
- アステロイド・シティ（ソルトツブルク・キーテル〈ウィレム・デフォー〉）
- アニーは愛された ※NHK版
- アメリカン・グラフィティ（ジョー〈ボー・ホプキンス〉）※BD版
- IT/イット “それ”が見えたら、終わり。（キーン〈ジョー・ボスティック〉[261]）
  - IT/イット THE END “それ”が見えたら、終わり。[262]
- インビジブル2（ティモシー・ローレンツ）
- ヴァンピレラ（ディモス〈ブライアン・ブルーム〉）
- ウィッチマウンテン/地図から消された山（アントニー保安官〈アイク・アイゼンマン〉）
- ウォッチメン（エイドリアン・ヴェイト / オジマンディアス〈マシュー・グッド〉[263]）
- ウルヴァリン:SAMURAI（ノブロー〈ブライアン・ティー〉[264]）
- エボリューション（クライヤー尉官）※ソフト版
- 女は男の未来だ（キム・ホンジュン〈キム・テウ〉）
- ガーフィールド（ブーマー、通行人1、ネコA、イヌC）
- 帰ってきたヒトラー（アドルフ・ヒトラー〈オリヴァー・マスッチ〉[265]）
- 紀元前1万年（神宮）※テレビ版
- キャロラインinニューヨーク（チャーリー）
- 暗闇にベルが鳴る（警察無線の声）※実質的なデビュー作
- グリーンブック（オレグ〈ディミテル・Ｄ・マリノフ〉[266]）
- ゴージャス（チェンの執事）※ポニーキャニオン版
- 荒野のマニト
- コンスタンティン（ビーマン〈マックス・ベイカー〉[267]）※ソフト版
- 最凶家族計画（英語版）（ジェームス）
- ザ・シューター/極大射程（ルイス・ドプラー〈ジョナサン・ウォーカー〉）
- ジャスティス（ロバート・M・スワン大尉）
- 少林サッカー（歌男）
- 処刑ライダー（ミンティー）※テレビ朝日版
- 死霊館（ロジャー・ペロン〈ロン・リビングストン〉[268]）
- 新感染 ファイナル・エクスプレス（運転手[269]）
- スクービー・ドゥー2 モンスターパニック（パトリック・ワイズリー〈セス・グリーン〉[270]）
- スコーピオン・キング（アーピッド〈グラント・ヘスロヴ〉[271]）※ソフト版
- スパイキッズ4D:ワールドタイム・ミッション（ウィルバーの上司[272]）
- スパイダーマンシリーズ（ホフマン〈テッド・ライミ〉）
  - スパイダーマン
  - スパイダーマン2
  - スパイダーマン3
- 戦慄!呪われた夜（マイケル・マクラリー〈ポール・クレメンズ〉）※TBS版（BD収録）
- ゾディアック（デイル・カヴァリング〈ウィリアム・メイポーザー〉）
- 西部戦線異状なし（ジャーデン）※正規盤BD版
- ダーク・ハーヴェスト（ダン〈ジェレミー・デイヴィス〉）
- ダークロード 〜闇夜の逃亡者〜（モーガン）
- ダーティハリー3
- ダイアナ（ポール・バレル / 執事〈ダグラス・ホッジ〉[273]）
- ダイ・ハード（クリストフ、フリッツ）※フジテレビ版
- ダンス・フィーバー
- TAXiシリーズ（アラン〈エドゥアルド・モントート〉）
  - TAXi③ ※ソフト版
  - TAXi④
  - TAXi ダイヤモンド・ミッション[274]
- ディボース・ショウ（リグレー〈ポール・アデルスタイン〉[275]）
- デンジャラス・ビューティー2（ジョエル）※テレビ版
- トランスフォーマー/ビースト覚醒（スカージ〈ピーター・ディンクレイジ〉[276]）
- ドリームシップ エピソード1/2（シュロッテ / ジェンス・モール / プーレ〈リック・カヴァニアン3役〉）
- トレーニング デイ（ジェフ刑事〈ピーター・グリーン〉）
- ナーズの復讐III ナーズ軍団、最終決戦!（メイソン〈グラント・ヘスロヴ〉）
- ナイト・オブ・ザ・リビングデッド/死霊創世記（トム〈ウィリアム・バトラー〉[277]）
- バック・トゥ・ザ・フューチャー PART3（バーテン〈マット・クラーク〉）※日本テレビ版2
- ハットしてキャット
- バッドトリップ! 消えたNO.1セールスマンと史上最悪の代理出張（ティム〈エド・ヘルムズ〉[278]）
- 犯罪都市 THE ROUNDUP（領事館員〈パク・チャンス〉）
- ピケット・フェンス2
- ビッグホワイト（テッド・ウォーターズ〈ジョヴァンニ・リビシ〉）
- フーディーニ 幻想に生きた奇術師（ジム〈エヴァン・ジョーンズ〉）
- フォールアウト（カルロス〈ジョン・オーティス〉[279]）
- ふたりの男とひとりの女（ジョンテ・ジャクソン〈トニー・コックス〉、ホワイティ / サイコ）
- ブラック・ダイヤモンド（ダンカン・スー〈ジェット・リー〉[280]）※ソフト版
- プロジェクトA（大口）※WOWOW放映版
- プロジェクト・サイレンス（ヤン博士〈キム・ヒウォン〉[281]）
- ブロンコ・ビリー
- ベスト・キッド2 ※テレビ版
- ほえる犬は噛まない（コ・ユンジュ〈イ・ソンジェ（朝鮮語版）〉）
- ポセイドン・アドベンチャー（ジェームズ・マーティン〈レッド・バトンズ〉[282]）※WOWOW追加収録部分
- マイ・ワンダフル・ライフ（ロベルト・ベニーニ）
- 名犬ラッシー/ラッシーの“愛こそすべて”（クリス・ハンフォード〈ジャン＝マイケル・ヴィンセント〉）
- モンティ・パイソンの人生狂騒曲（テリー・ギリアム[283]）
- 屋根裏部屋の花たち（クリス）
- ライフ・ドア 黄昏のウォール街（サイラス・オーグルビー〈デヴィッド・ボウイ〉）
- ラビリンス/魔王の迷宮（火狼）※ソフト版
- リバイアサン（シックスパック〈ダニエル・スターン〉）※ソフト版
- LUCY/ルーシー（リチャード〈ピルー・アスベック〉）
- レディ・オア・ノット（トニー〈ヘンリー・ツェニー〉[284]）
- ロボッツ
- ロードキラー マッドチェイス（ラスティ・ネイル[285]）
- ロミオ・マスト・ダイ（ハン・シン〈ジェット・リー〉[286]）※ソフト版
- ロンドン・ドッグス（ショーン〈ショーン・パートウィー〉）

#### ドラマ
- iCarly（ミッチ）
- アンフォゲッタブル2 完全記憶捜査 #13（カール・ベンソン〈マイケル・ティスデール〉）
- ER IV 緊急救命室 #78（ジャクソン〈ヒル・ハーパー〉）
- L.A.ロー 七人の弁護士
- 恐竜家族（モーリス）
- 刑事トム・ソーン 声なき目撃者（フランク・カルヴァート）
- 三国志演義（法正、耿紀）
- CSI:10 科学捜査班（ポーリー・クリル〈ティム・ブレイク・ネルソン〉）
- CSI:マイアミ9（ランディ・ノース〈イーサン・エンブリー〉）
- ジーニアス:世紀の天才 アインシュタイン（ニールス・ボーア[287]）
- ステージド 俺たちの舞台、ステイホーム!（マイケル・シーン[288]）
- 則天武后（皇太子・李功）
- 推奴 〜チュノ〜
- 超能力ファミリー サンダーマン（ドクター・コロッソ[289]）
- 24 -TWENTY FOUR-（コメル・ジョンソン、司法長官、ヘンリー・テイラー〈コルム・フィオール〉）
- ノック! ノック! ようこそベアーハウス（ピップ）
- ハウス・オブ・カード 野望の階段（ビル・シェパード〈グレッグ・キニア〉）
- Happy!（ハッピー）
- パワーレンジャーシリーズ
  - パワーレンジャー（クワッグマイヤー）
  - パワーレンジャー・ターボ（クロックスター〈リチャード・カンシーノ〉）
- プライベート・プラクティス 迷えるオトナたち（ケヴィン・ネルソン刑事）
- フルハウス #97（リック）
- BONES シーズン4 #18（フィッツ）
- BONES（フィルモア博士）
- ミディアム7 最終章 #3（ゲイブ・ヘリング〈フランク・ホエーリー〉）
- 名探偵ポアロ 盗まれたロイヤル・ルビー
- 名探偵モンク7 #7（コーチ）
- 愉快なシーバー家（スクーター・クラズナー）
- ユーリカ 〜事件です!カーター保安官〜 シーズン2 #7（ピエール）
- LOST
- ラ・パルマ（アルバロ〈ホルヘ・デ・フアン〉）
- 私はラブ・リーガル2 #3（チャールズ・エリス〈デヴィッド・サトクリフ〉）

#### アニメ
- お化けのキャスパーシリーズ
- ガーゴイルズ（デヴィッド・ザナトス / スカイガーゴイル、コヨーテ1.0、コヨーテ2.0、コヨーテ3.0、コヨーテ4.0）
- ザ・シンプソンズ（ミルハウス・ヴァン・ホーテン〈初代〉、フリンク教授〈初代〉、ニック・リビエラ医師〈2代目〉、スクラッチー〈初代〉 他）
  - ザ・シンプソンズ MOVIE[290]
- サウスパーク/無修正映画版（キャスター、スナッキー 他）
- ザ・バットマン（ギアヘッド）
- 時光代理人 -LINK CLICK-（李亮〈リー・リャン〉）
- シュレックシリーズ（ピノキオ）
  - シュレック
  - シュレック4-Dアドベンチャー
  - シュレック2
  - シュレック3
  - シュレック 泥んこコレクション
  - シュレックの愉快なクリスマス
  - シュレック フォーエバー[291]
- スター・ウォーズシリーズ
  - ロボット・チキン（ゲイリー、医者ドロイド）
  - LEGO スター・ウォーズ:ヨーダ・クロニクル（C-3PO、パナカ隊長、ダース・モール）
  - LEGO スター・ウォーズ:ドロイド・テイルズ（C-3PO、パナカ隊長、ダース・モール）
- スパイダーマン（ホフマン）
- スパイダーマン:アクロス・ザ・スパイダーバース（エイドリアーノ・タミーノ / ヴァルチャー）
- チップとデールの大作戦（チャープ・シング）
- チャギントン（スカイラー[292]）
- トランスフォーマーシリーズ
  - ビーストウォーズ 超生命体トランスフォーマー（テラザウラー[293]）
    - CG版ビーストウォーズ 激突!ビースト戦士

  - ビーストウォーズメタルス 超生命体トランスフォーマー（テラザウラー、クイックストライク、コンピューター）
    - CG版ビーストウォーズメタルス
    - ビーストウォーズメタルス コンボイ大変身!

  - ビーストウォーズ 超生命体トランスフォーマー アゲイン（テラザウラー）
  - トランスフォーマー アニメイテッド（ファンゾーン、サウンドウェーブ[294]、スワープ、ロードス[295]、科学者）
  - 超ロボット生命体 トランスフォーマー プライム（ラチェット[296]、アルエ、シャイニングアルエ、サイス）
  - トランスフォーマー アドベンチャー（スプリングロード）
  - トランスフォーマー サイバーバース（ジェットファイヤー）
  - トランスフォーマー アーススパーク（マンドロイド[297]）
- パパはグーフィー
- 百妖譜（ひげの慶忌）
- フィニアスとファーブ（C-3PO）
- プチバンピ（オフタモル[298]）
- プラウドファミリー（オスカー・プラウド[299]）
- バッグス・バニーのぶっちぎりステージ（スピーディー・ゴンザレス）
- マイリトルポニー〜トモダチは魔法〜（ホイティートイティー）
- マダガスカルシリーズ（隊長〈2代目〉[300]）
  - ザ・ペンギンズ from マダガスカル[301]
  - ザ・ペンギンズ from マダガスカル シーズン2
  - ザ・ペンギンズ from マダガスカル シーズン3
  - マダガスカル3
  - ペンギンズ FROM マダガスカル ザ・ムービー[302]
- みにくいあひるの子（クリスピン）
- ワクフ（ノックス）

### 特撮
2000年代
- ウルトラマンティガ〜光の子供たちへ〜（2001年、イクルの声）
- 仮面ライダー電王（2007年、ブラッドサッカーイマジンの声）
- 侍戦隊シンケンジャー（2009年、カゲカムロの声）

2010年代
- 天装戦隊ゴセイジャー（2010年 - 2011年、彗星のブレドラン / チュパカブラの武レドラン / サイボーグのブレドRUN / ブラジラ / 血祭のブレドランの声） - 4作品
- 仮面ライダー×スーパー戦隊 スーパーヒーロー大戦（2012年、ブラジラ / ブレドランの声 他）
- 烈車戦隊トッキュウジャー（2014年、マンネンヒツシャドーの声）
- 動物戦隊ジュウオウジャー（2016年、ハッテナーの声）
- 宇宙戦隊キュウレンジャー（2017年、モズマの声）
- 快盗戦隊ルパンレンジャーVS警察戦隊パトレンジャー（2018年、ナメーロ・バッチョの声）

2020年代
- 暴太郎戦隊ドンブラザーズ（2022年、長老1の声）
- 王様戦隊キングオージャー（2023年、アメンジームの声）

### 音楽CD
- Sound Horizon 作品
  - Roman（ナレーション、キャラクターボイス）
  - 聖戦のイベリア（ナレーション、キャラクターボイス）
  - Moira（キャラクターボイス）
  - イドへ至る森へ至るイド（キャラクターボイス）
  - Märchen（キャラクターボイス）
  - ハロウィンと夜の物語（キャラクターボイス）
  - Nein（キャラクターボイス）
- 日本クラウン「やさしいかけ算 うたっておぼえる〜九九のうた〜」[305]

### ナレーション
- The Moments-北京へと続く瞬間-（2007年10月2日 - 2008年9月30日、日本テレビ）池田秀一と共に担当
- Asia Navi（旅チャンネル）
- 北海道　季節の旬ごよみ（旅チャンネル）
- 岡部玲子のドカーンと一発万馬券!（MONDO TV）
- 〜どうぶつ冒険バラエティ〜ワンダ!（2011年10月14日 - 2012年9月7日、テレビ東京）坂本千夏と共に担当

### CMナレーション
- アテナ「プロ麻雀 極」
- パイオニアLDC 「今、そこにいる僕」 第1巻
- BVD
- 埼玉トヨペット
- 森永「森永チョコレート Ζガンダム」
- 小林製薬「イージーファイバー」
- カルチャーブレーン「超人ウルトラベースボール」
- タカラ「ちびまる子ちゃん まる子絵日記ワールド」（1995年）
- ヤマダ電機
- サンライズインタラクティブ「サンライズ英雄譚2」（2002年）
- バンダイSDガンダム GGENERATION NEO（2002年）古谷徹、檜山修之と共に
- バンダイ「機動戦士Ζガンダム　エゥーゴvsティターンズ（PlayStation 2）」（2003年）池田秀一と共に
- バンダイ「機動戦士ガンダム ガンダムvs.Ζガンダム」（2004年）榊原良子、古谷徹、矢尾一樹と共に
- バンダイ「機動戦士ガンダム クライマックスU.C.」（2006年）古谷徹と共に
- バンダイ PlayStation 3/PlayStation Vitaソフト『ガンダムブレイカー』[306]（2013年）

### テレビ番組
- 犯罪の痕跡 死者は語る（1996年5月31日 NHK/声の出演)
- A☆Aショー（アニマル☆アテレコショー)（NHK BSプレミアム/声の出演）
- Let's天才てれびくん（NHK教育/茨城どちゃもん・かっぱろけ）
- ピタゴラスイッチ（2018年4月 -  NHK Eテレ/地下田モグ郎 役[307]）
- 連続テレビ小説 半分、青い。 第151回（2018年9月24日 NHK/テレビの声 役）

ボイスオーバー
- 地球ドラマチック 知らない国で暮らしてみれば
  - 第1回 モンゴル（2005年5月4日 NHK教育/ボイスオーバー）
  - 第2回 モロッコ（2005年5月11日 NHK教育/ボイスオーバー）
- 地球ドラマチック タイガー・テンプル（2006年1月25日 NHK教育/ボイスオーバー）
- 地球ドラマチック バック・トゥー・ザ・70'sライフ〜ハイテク創成期を体験〜（2011年2月17日 NHK教育/ボイスオーバー）
- BS世界のドキュメンタリー 発掘アジアドキュメンタリー インド・マレガオンのスーパーマン（2008年7月28日 NHK BS1/ボイスオーバー）

### その他
- サンリオキャラクター（ノラネコランド）（トラ）
- 音声ガイド
  - 国立科学博物館 特別展『空と宇宙展 飛べ！100年の夢』（大人用音声ガイド/ナレーション）
  - 映画「ハンサム★スーツ」（上映用音声ガイド）
- プラネタリウム
  - ナナと一緒に大冒険！〜星空の先の世界へ〜（ナレーション）
  - 月光浴に出かけよう〜蒼い光の世界へ〜（父[308][309]）
  - 迷?探偵クリス（安城市文化センター内プラネタリウムで上映）（ナレーション、謎の怪盗）
  - 日本丸で見た星（世田谷区立教育センタープラネタリウム）（松本孝史）
  - 超 投影版 ケロロ軍曹 星空をとりもどせ! 太陽系大追跡 であります!!（ヴァイパー)
  - 羊の宇宙（カール）
  - まくまくんの星空大冒険（ナレーション[310]）
- 朗読
  - USEN「耳で読む文芸／ミステリー」チャンネル 浅田次郎【客人「あやしうらめしあなかなし」より】
  - USEN「耳で読む文芸／ミステリー」チャンネル 近藤史恵【タルト・タタンの夢】
  - USEN「耳で読む文芸／ミステリー」チャンネル 朝松健【ぬばたま一休】
  - USEN「耳で読む文芸／ミステリー」チャンネル 内田康夫【靖国への帰還】
- ラジオ
  - 東京REMIX族（J-WAVE、コーナーナレーター）
- ポニーキャニオン スーパー・ミリタリー・セレクション・シリーズ（ナレーション）
  - ノースアメリカンF-86セイバー
  - ロッキード P-36ライトニング
  - ロッキード F-117A ，YF-22
  - コンソリデーテッドB24リベレーター
  - サブマリン・ウォーズ
  - レッド・クラシファイド
  - レッド・スターズ
- LINEスタンプ
  - おしゃべり★ちびまる子ちゃん（丸尾末男）
  - しゃべる！ちびちびまる子ちゃん♪（丸尾末男）
  - しゃべる「ぼのぼの」スタンプなのでぃす！（しまっちゃうおじさん[311]）
  - もっとしゃべっちゃう「ぼのぼの」スタンプ（しまっちゃうおじさん[312]）
- 愛知万博／愛・地球博　三菱未来館@earth もしも月がなかったら（wakamaru[313]）
- 長崎ハウステンボス「グランオデッセイ」（レシーバー、シリウス・ハーモニー・キャニス）
- 北九州スペースワールド キャラクター（ヘンドリウックス）
- 東京ドームシティおもちゃ王国、浜名湖パルパル『星のカービィ マジカルシアター』（コックカワサキ、カブー）
- 映画『GAME KING 高橋名人VS毛利名人 激突!大決戦』（実況ナレーター）
- 朗読劇「天魔の銀翼」〜敵は本能寺にあり〜（近衛前久）
- 『コワイコエ 稲川淳二のお葬式』（B公演「継母」[314]）
- 東京ガス ラッキョウ先生のガスコンロ一直線 熱血！ベジ高職員室（ラッキョウ先生）
- 明治維新150年記念歴史アニメーション「徳川斉昭と弘道館物語〜学びが人を創り人が道をつくる〜」（徳川斉昭[315]）
- ケーズデンキ テレビCM「接客力」篇（丸尾末男）
- 漫画『アラサーOLハマーン様』（いわさきまさかず、角川コミックス・エース）第3巻発売記念PV（カミーユ・ビダン[316]）